# Giorgio Consonni
Giorgio Consonni (...) è un ex cestista italiano.

## Carriera
Ha giocato in Serie A vestendo la maglia della Pallacanestro Varese dal 1968 al 1971.

## Palmarès
- Campionato italiano: 2

Pall. Varese: 1968-69, 1969-70
- Coppa dei Campioni: 1

Pall. Varese: 1969-70
- Coppa Italia: 1

Pall. Varese: 1969-70
- Coppa Intercontinentale: 1

Pall. Varese: 1970